# Eine unsterbliche Liebe
Eine unsterbliche Liebe (japanisch 永遠の人 Eien no hito, deutsch ‚Ewiger Mensch‘) ist ein japanisches Filmdrama aus dem Jahr 1961, das von Keisuke Kinoshita geschrieben und inszeniert wurde.

## Handlung
Über einen Zeitraum von 30 Jahren erzählt der Film die Geschichte von Sadako, die zur Heirat mit Heibei, einem verkrüppelten Kriegsveteranen und Sohn des örtlichen Gutsbesitzers, gedrängt wird, obwohl sie Takashi, einen jungen Mann aus demselben Dorf, liebt. Takashi heiratet später Tomoko, aber weder er noch Sadako können ihre gegenseitige Zuneigung vergessen.

## Produktion und Veröffentlichung
Regie führte Keisuke Kinoshita, der auch das Drehbuch schrieb. Die Produzenten waren Keisuke Kinoshita und Sennosuke Tsukimori. Die Musik komponierte Chūji Kinoshita und für die Kameraführung war Hiroshi Kusuda verantwortlich. Für den Schnitt verantwortlich war Yoshi Sugihara.
Der Film kam am 16. September 1961 raus. Er wurde für den Oscar für den besten fremdsprachigen Film nominiert. Masakazu Tamura gab in diesem Film sein offizielles Debüt.

## Rezeption
- Lexikon des internationalen Films: „Der Film zeichnet sich durch den geschickten Umgang mit der Landschaftsgeometrie aus und verstört durch seinen Soundtrack, dessen Flamenco-Klänge im Kontrast zu den Schwarzweiß-Bildern stehen.“[5]